# 아카쓰카 미카엘
아카쓰카 미카엘(일본어: 赤塚 ミカエル, 2000년 11월 1일~)는 일본의 축구 선수이다.

## 구단 경력
그는 2023년 J3리그의 아술 클라로 누마즈에 입단했다.